# Со Суджин
Со Суджи́н (кор. 서수진; род. 9 марта 1998, Хвасон, Кёнгидо, Республика Корея) — южнокорейская певица и танцовщица. Бывшая участница группы (G)I-DLE (2018—2021). В 2023 году дебютировала с сольным мини-альбомом «Agassy».

## Биография

### Ранняя жизнь
Родилась в Кёнгидо, Южная Корея. Получала образование в Корейской средней школе искусств. Училась джазовому танцу с самого детства по инициативе матери. Занималась тхэквондо. Сначала отец певицы был совершенно против её выбора карьеры, но затем позволил дочери следовать за мечтой.

### Пре-дебют
Суджин тренировалась в DN Entertainment и первоначально должна была стать участницей женской группы Vividiva под своим сценическим псевдонимом N.Na (кор. 앤나). Она принимала участие в нескольких выступлениях и фотосессиях группы, но затем покинула группу в 2015 году.
В 2016 году, Суджин стала стажёркой в Cube Entertainment. В 2017—2018 годах она появилась в сольных клипах Соён на песни «Jelly» и «Idle Song» в качестве неизвестной девушки в маске.

### 2018—2022: Дебют в (G)I-DLE, сольная активность и уход из (G)I-DLE
22 марта 2018 года Cube Entertainment объявил о новой женской группе. 10 апреля 2018 Суджин была представлена как официальная участница (G)I-DLE.
(G)I-DLE официально дебютировали 2 мая с мини-альбомом I Am и синглом «Latata». Дебютный шоукейс состоялся в Blue Square iMarket Hall в тот же день. На следующий день группа впервые выступила на M!Countdown.
В октябре 2020 года Glance TV представили своё новое модное шоу Minnie Soojin’s i’M THE TREND, а Минни и Суджин ведущими. Дуэт будет каждый раз сражаться за титул «Тренд-центра», который представляет собой комбинацию тренд-сеттера и идол-центра. Кроме того, дуэт раскроет свои секреты стиля, различные наряды, советы по шопингу и видео-живописный Модный фильм. Премьера шоу состоялась 14 октября на канале Naver Style TV.
4 марта 2021 года было объявлено, что Суджин временно прекратит всю свою деятельность после предполагаемых обвинений в издевательствах со стороны бывших одноклассников. 14 августа Cube Entertainment сообщили, что Суджин покидает группу.
5 марта 2022 года Cube Entertainment объявила, что они официально расторгли контракт с Суджин после того, как полицейские расследования пришли к выводу, что обвинители не были виновны распространении ложной информации.
8 сентября 2022 года законный представитель Суджин опубликовал заявление от её имени, в котором говорилось, что «Автономный школьный комитет по противодействию школьному насилию признал ее «невиновной». Вместо этого они обнаружили, что она стала жертвой травли, и никаких дальнейших судебных исков возбуждено не будет».

### 2023: Возвращение и сольный дебют
16 октября 2023 года было объявлено, что Суджин подписала эксклюзивный контракт с BRD и готовится к своему сольному дебюту в том же месяце. 25 октября было выпущено видео с танцевальным выступлением под названием «Black Forest», дразнящее её предстоящий сольный дебют. Её первый мини-альбом Agassy был выпущен 8 ноября.

### 2024: второй мини-альбом «Rizz», фан-концертный тур «Summer Daze»
28 апреля 2024 года стало известно, что Суджин выпустит свой новый альбом 23 мая. Тизеры к музыкальному видео на «MONA LISA» были выпущены 21 и 22 мая.
23 мая вышел клип на заглавную песню «MONA LISA». За два месяца он собрал 11 миллионов просмотров. После анонса альбома BRD поделились, что они показывают другую сторону Суджин.
31 мая BRD объявили фан-концертный тур в Азии. Суджин выступит в Токио, Тайбэй и Макао.

## Личная жизнь
В августе 2018 года ходили слухи о романе между Суджин и Хви из PENTAGON, после чего 3 августа компания заявила что пара состояла в отношениях.

## Дискография

### Мини-альбомы
- Agassy (2023)
- Rizz (2024)

## Фильмография

### Развлекательные шоу
- Minnie Soojin’s i’M THE TREND (2020, Glance TV, Naver Style TV)